# Ibis rudý
Ibis rudý (Eudocimus ruber) je středně velký brodivý pták z čeledi ibisovitých. Obývá mokřady, mangrovy, ústí řek a bažiny na území Jižní Ameriky a Trinidadu a Tobagu. V Trinidadu je přitom národním ptákem a společně s národním ptákem Tobaga, čačalakou rudořitou, se objevuje ve znaku státu.
Dorůstá 56–61 cm a jeho hmotnost se pohybuje kolem 650 g. Je celý šarlatově červený s výjimkou černých skvrn na koncích křídel a tmavého zobáku. Hnízdí na stromech, v jedné snůšce jsou 2–4 vejce. Živí se zejména rybami, obojživelníky, plazy a korýši. Mladí ptáci jsou šedo-bílí; postupem času však díky požírání červených krabů získají taktéž své charakteristické červené zbarvení.
Ve volné přírodě se dožívá přibližně 15 let, v zajetí pak 20 let.

## Chov v zoo
Ibis rudý patří obecně k poměrně často chovaným druhům. Je k vidění v takřka 200 evropských zoo. V rámci Česka jej ovšem chovají jen čtyři zoo:
- Zoo Dvorec
- Zoo Jihlava
- Zoo Praha
- Zoo Zlín

### Chov v Zoo Praha
První přítomnost tohoto druhu v Zoo Praha je doložena z let 1936–1941. Objevil se i v 50. letech 20. století, kdy zoo sloužila jako tranzitní místo. Souvislý chov započal 1974 a s přerušením v letech 1996–2000 pokračuje i dále (stav 2020). První úspěšný odchov byl zaznamenán roku 2000. Ke konci roku 2018 bylo chováno šest jedinců. Zatím poslední mláďata přišla na svět v květnu 2020.